# Верзилин, Пётр Семёнович
Пётр Семёнович Верзилин (1791—1849) — генерал-лейтенант (06.12.1848), герой Наполеоновских войн 1812-1814 гг. и русско-турецкой войны 1828-1829 гг., наказной атаман Кавказского линейного казачьего войска (25.06.1832-31.10.1837).

## Биография
Верзилин родился в 1791 году, происходил из штаб-офицерских детей Московской губернии.
На военную службу поступил в 1807 году пятидесятником в Московское подвижное земское войско. В 1808 году он был произведён в корнеты Александрийского гусарского полка.
В 1809—1810 годах Верзилин участвовал в походах в Молдавию и Валахию, отличился при сдаче турками Рущука, Журжи и Никополя. В 1811 году он вновь был в походе в Валахию.
В 1812 году Верзилиным был в беспрерывных сражениях с французами. В июне этого года он был произведён в поручики Смоленского драгунского полка, в октябре — в штабс-ротмистры. Отличился в сражениях при Кобрине и Городечно. Причём, в последнем сражении был ранен саблей в кисть правой руки. За отличие в этих делах был награждён орденом Святой Анны 4-й степени.
В 1813-1814 годах Верзилин находился в Заграничном походе. Участвовал в сражениях при Люцене, Бауцене и Лейпциге. 17 августа 1813 года он был награждён орденом Святого Георгия 4-й степени (№ 2649 по кавалерскому списку Григоровича— Степанова)
За отличия в сражениях с французами при Бунцлау и Кацбахе.
В сражении у Кацбаха Верзилин был ранен пикой в живот.

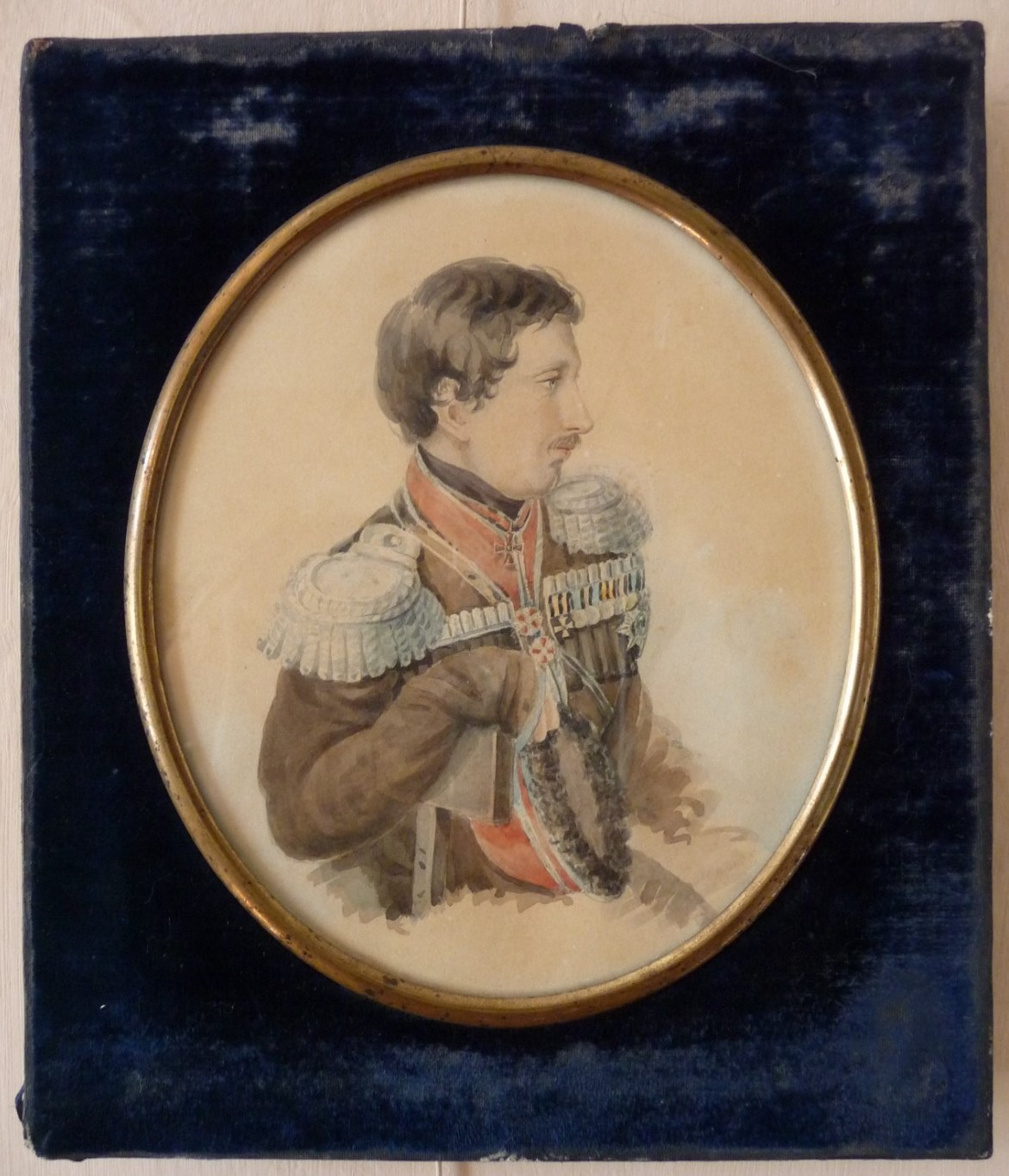
Портрет генерала Петра Семёновича Верзилина, После 1832 – до 1849 гг.

Затем отличился в делах при Краоне, Фершампенуазе и при взятии Парижа. За храбрость и мужество был награждён орденом Святого Владимира 4-й степени с бантом. В 1815 году вторично находился в походе во Францию.
В 1820 году Верзилин был переведён в Нижегородский драгунский полк и с этого времени началась его боевая служба на Кавказе.
В 1821 году он был произведён в капитаны и назначен командиром Волгского казачьего полка. С 1822 года Верзилин служил в Отдельном Кавказском корпусе, которым командовал генерал от инфантерии А. П. Ермолов и сражался против горцев в Кабарде. В 1823 году он находился в экспедиции против горцев в долине реки Лаба, которую возглавлял начальник штаба этого корпуса генерал-майор А. А. Вельяминов. В этом же году Верзилин получил чин майора. 7 февраля 1824 года он был награждён орденом Святой Анны 2-й степени.
Во время русско-турецкой войны 1828—1829 годов Верзилин находился в составе войск, действовавших под руководством графа И. Ф. Паскевича-Эриванского. Он был отмечен особым вниманием со стороны командующего за свою храбрость и распорядительность. 30 сентября 1828 года ему были пожалованы алмазные знаки к ордену Святой Анны 2-й степени, а 1 января 1829 года Верзилин был награждён орденом Святого Владимира 3-й степени. В самом начале кампании 1828 года он был произведён в подполковники, а в 1829 году, за отличие при штурме Карса, — в полковники с назначением командиром Горского казачьего полка. За взятие Эрзерума и Байбурта его наградили 17 сентября 1829 года золотой шпагой с надписью «За храбрость».
Когда в 1831 году вспыхнуло восстание в Польше, граф И. Ф. Паскевич-Эриванский снова взял себе в помощники Верзилина и его Горский казачий полк. В Польской кампании он отличился при штурме Варшавских укреплений. В 1832 году был награждён орденом Святого Станислава 2-й степени со звездой и польским знаком отличия за военное достоинство (Virtuti Militari) 3-й степени.
После окончания Польской кампании, 25 июня 1832 года Верзилин был произведён, за отличие по службе, в чин генерал-майора и, по рекомендации генерал-фельдмаршала И. Ф. Паскевича-Варшавского, назначен наказным атаманом Кавказского линейного казачьего войска.

Через 5 лет после своего назначения генерал-майор Верзилин был уволен от должности наказного атамана. В этом случае он стал жертвою распоряжений нового командующего войсками на Кавказской линии и в Черномории генерал-лейтенанта А. А. Вельяминова, неблагосклонно относившегося ко всем лицам, назначенным на должности его предшественником И. Ф. Паскевичем. Такое мнение высказал генерал Кравцов (ссылка на военно-исторический труд?!), давший краткую характеристику наказным атаманам Кавказского линейного казачьего войска. Существует и другое предположение на этот счёт. Увольнение Верзилина от должности, по этому предположению, было личным распоряжением императора Николая I, от взгляда которого вероятно не ускользнуло отсутствие надлежащих административных способностей для управления войском в этом боевом генерале.  

Дом П.С. Верзилина в Пятигорске.

По возвращении с Кавказа П. С. Верзилин состоял по армейской лёгкой кавалерии и командовал разными бригадами иррегулярных войск. За отличие в боях с мятежными горцами П. С. Верзилин был награждён 16 декабря 1835 года орденом Святого Станислава 1-й степени. Известно, что в доме П. С. Верзилина, в Пятигорске, произошла ссора поэта М. Ю. Лермонтова с Н. С. Мартыновым, окончившаяся дуэлью, приведшей к гибели первого.
Скончался в 1849 году.

## Награды
- Орден Святой Анны 4-й степени (1812)

- Орден Святого Георгия 4-й степени (17.08.1813)
- Орден Святого Владимира 4-й степени с бантом (15.09.1813)

- Орден Святой Анны 2-й степени (07.02.1824)

- Алмазные знаки к ордену Святой Анны 2-й степени (30.09.1828)

- Орден Святого Владимира 3-й степени (01.01.1829)

- Золотая шпага с надписью "За храбрость" (17.09.1829)

- Орден Святого Станислава 2-й степени со звездой (19.03.1832)

- Знак отличия за военное достоинство 3-й степени (1832)

- Орден Святого Станислава 1-й степени (16.12.1835)
- Орден Святой Анны 1-й степени (29.05.1845)